# Diecéze Fréjus-Toulon
Diecéze Fréjus-Toulon (lat. Dioecesis Foroiuliensis-Tolonensis, franc. Diocèse de Fréjus-Toulon) je francouzská římskokatolická diecéze, založená ve 4. století. Leží na území departementu Var. Sídlo biskupství a katedrála Notre-Dame-de-la-Seds de Toulon se nachází v Toulonu, konkatedrála Notre-Dame et Saint-Etienne se nachází ve Fréjus. Diecéze je součástí marseillské církevní provincie.
Současným biskupem z Fréjus-Toulon je od 16. května 2000 Mons. Dominique Rey.

## Historie

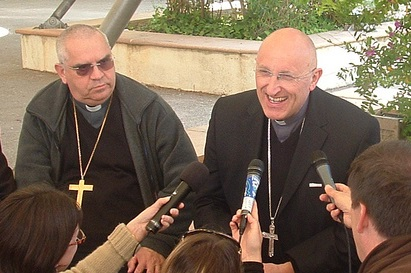
Biskup Dominique Rey (vpravo) a Jean-Pierre Cattenoz, arcibiskup avignonský

Biskupství bylo ve Fréjus založeno ve 4. století. 29. listopadu 1801 byla diecéze zrušena, na základě konkordátu z roku 1801. Obnovení diecéze proběhlo 8. října 1822 a stala se opět sufragánní diecézí arcidiecéze Aix.
Diecéze Toulon, založená v 15. století byla také konkordátem z roku 1801 zrušena a její území přičleněno do arcidiecéze Aix. Znovu již obnovena nebyla, ale 28. srpna 1957 byla diecéze Fréjus přejmenována na Fréjus-Toulon a sídlo bylo přesunuto do Toulonu.
8. prosince 2002 byla provedena reorganizace církevních provincií ve Francii; arcidiecéze Aix přestala být metropolitní arcidiecézí a sama se stala, stejně jako diecéze Fréjus-Toulon sufragánem marseillské arcidiecéze (součástí marseillské církevní provincie).